# Kronides cochleata
Kronides cochleata är en insektsart som beskrevs av Schmidt. Kronides cochleata ingår i släktet Kronides och familjen hornstritar. Inga underarter finns listade i Catalogue of Life.